# العلاقات الباهاماسية المدغشقرية
العلاقات الباهاماسية المدغشقرية هي العلاقات الثنائية التي تجمع بين باهاماس ومدغشقر.

## مقارنة بين البلدين
هذه مقارنة عامة ومرجعية للدولتين:
| وجه المقارنة                                              | باهاماس      | مدغشقر                      |
| --------------------------------------------------------- | ------------ | --------------------------- |
| المساحة (كم2)                                             | 13.88 ألف    | 587.04 ألف                  |
| عدد السكان (نسمة)                                         | 395.36 ألف   | 25.57 مليون                 |
| الكثافة السكانية (ن./كم²)                                 | 28.48        | 43.56                       |
| العاصمة                                                   | ناساو        | أنتاناناريفو                |
| اللغة الرسمية                                             | لغة إنجليزية | اللغة الملغاشية، لغة فرنسية |
| العملة                                                    | دولار بهامي  | أرياري مدغشقري              |
| الناتج المحلي الإجمالي (بليون دولار)                      | 12.16 مليار  | 11.50 مليار                 |
| الناتج المحلي الإجمالي (تعادل القوة الشرائية) بليون دولار | 8.92 مليار   | 35.51 مليار                 |
| الناتج المحلي الإجمالي الاسمي للفرد دولار أمريكي          | 22.82 ألف    | 401                         |
| الناتج المحلي الإجمالي للفرد دولار أمريكي                 |              | 1.44 ألف                    |
| مؤشر التنمية البشرية                                      | 0.790        | 0.510                       |
| رمز المكالمات الدولي                                      | +1242        | +261                        |
| رمز الإنترنت                                              | .bs          | .mg                         |
| المنطقة الزمنية                                           | 00           | ت ع م+03:00                 |

## منظمات دولية مشتركة
يشترك البلدان في عضوية مجموعة من المنظمات الدولية، منها:
| علم المنظمة | اسم المنظمة                                 | تاريخ انضمام باهاماس | تاريخ انضمام مدغشقر |
| ----------- | ------------------------------------------- | -------------------- | ------------------- |
|             | مؤسسة التنمية الدولية                       | 23 يونيو 2008        | 25 سبتمبر 1963      |
|             | يونسكو                                      | 23 أبريل 1981        | 10 نوفمبر 1960      |
|             | وكالة ضمان الاستثمار متعدد الأطراف          | 4 أكتوبر 1994        | 8 يونيو 1988        |
|             | الأمم المتحدة                               | 18 سبتمبر 1973       | 20 سبتمبر 1960      |
|             | مجموعة دول أفريقيا والكاريبي والمحيط الهادئ | ?                    | ?                   |
|             | الفريق المعني برصد الأرض                    | ?                    | ?                   |
|             | الاتحاد البريدي العالمي                     | ?                    | ?                   |
|             | البنك الدولي للإنشاء والتعمير               | 21 أغسطس 1973        | 25 سبتمبر 1963      |
|             | الاتحاد الدولي للاتصالات                    | 19 أغسطس 1974        | 11 مايو 1961        |
|             | منظمة حظر الأسلحة الكيميائية                | ?                    | ?                   |
|             | مؤسسة التمويل الدولية                       | 8 ديسمبر 1986        | 27 سبتمبر 1963      |
|             | المركز الدولي لتسوية المنازعات الاستشارية   | 18 نوفمبر 1995       | 14 أكتوبر 1966      |
|             | منظمة الشرطة الجنائية الدولية               | ?                    | ?                   |